# Le Petit Noir tranquille
Pour plus de détails, voir Fiche technique et Distribution.
Le Petit Noir tranquille (The Quiet One) est un film documentaire américain réalisé, écrit, monté et interprété par Sidney Meyers, sorti en 1948. 
Le film est nommé pour l'Oscar du meilleur film documentaire 1948 et pour l'Oscar du meilleur scénario original 1949.

## Synopsis
Donald Peters, un petit noir, erre dans les quartiers noirs à la recherche  de l'affection qui lui manque. Non désiré, incompris et en proie à des tourments intérieurs, il a tôt fait de verser dans la délinquance. Incarcéré dans l'école de réadaptation pour inadaptés sociaux de Wiltwyck School, il s'y reconstruira peu à peu. 

## Fiche technique
- Titre original : The Quiet One
- Réalisation : Sidney Meyers
- Scénario : Helen Levitt, James Agee (commentaire et dialogues), Janice Loeb, Sidney Meyers
- Directeurs de la photographie : Richard Bagley, et pour la partie documentaire Helen Levitt et Janice Loeb
- Musique : Ulysses Kay
- Montage Sidney Meyers
- Effets spéciaux sonores : Richard Bagley, Jack Kling
- Montage des effets sonores: Stanley Kotis
- Conseillère psychiatrique : Viola Bernard
- Production : Film Documents
- Distribution : Arthur Mayer & Josph Burstyn
- Pays d'origine : États-Unis
- Format : Noir et blanc - 1,37:1 - Mono, 16 mm
- Genre : Film dramatique, Documentaire
- Durée : 65 minutes
- Dates de sortie : 1948 (États-Unis) /1-4-1959 (France)

## Distribution
- Gary Merrill : Le narrateur (voix seulement)
- Donald Thompson : Donald Peters
- Clarence Cooper : le conseiller
- Estelle Evans : la mère de Donald
- Sadie Stockton : la grand-mère de Donald
- Paul Baucum : le beau-père de Donald
- Sidney Meyers (non crédité) : le psychiatre

## Voir Aussi